# Amiens Hockey Élite
L'Amiens Hockey Élite, dont l'équipe est surnommée les Gothiques d'Amiens, est un club français de hockey sur glace fondé en 1967 et basé à Amiens, en Picardie.
Les Gothiques jouent leurs matchs à domicile au Coliseum. Leur maillot est noir et rouge.
Le club a remporté deux fois le championnat de France de hockey sur glace et deux fois la coupe de France ; il joue au plus haut niveau français depuis 1982.
Il est actuellement présidé par Jean-Luc Mention, et l'équipe première, entraînée par Kévin Bergin, évolue en Ligue Magnus lors de la saison 2025-2026.

## Historique

### Les débuts du club (1967-1981)
Le club est fondé en 1967 au sein du club omnisports Sporting Club d'Amiens, alors principalement connu pour sa section football. La création fait suite à l’inauguration de la patinoire. Le club n'inscrit qu'une équipe junior pour la saison 1969-1970, la formation des jeunes reste la priorité.
L’équipe poussin devient championne de France en mars 1972, Antoine Richer est capitaine et François Désérable, entraîneur.
Pour la saison 1973-1974, les benjamins s’inclinent en finale. Ils seront déclarés champion ex-æquo en 1983, après la découverte d'une tricherie dans l’équipe adverse. L’équipe cadet, sous la direction de Philippe Duval remporte le titre.
En 1974-1975, l’équipe senior, renforcée par Michel Hénault, monte en nationale B. Pour la saison suivante, le canadien Dave Henderson arrive en tant qu’entraîneur-joueur.
La formation des jeunes réussit, le club réalise une montée en puissance grâce aux jeunes Jean-Paul Farcy, Antoine Richer et Dominique Brasseur. Amiens finit 3e du championnat de France en 1978-1979 et 1979-1980 et échoue au barrage de promotion la saison suivante.

### Arrivée en championnat Élite (1981-1990)
Le gardien Patrick Marchand et le défenseur Dave Archambault sont recrutés. Amiens remporte le titre de champion de France Nationale B 1982 et rejoint l’élite,.
L’année 1982 est la première du club au plus haut niveau, bien que sa structure reste amateur. Après deux saisons achevées sur une 11e place, Dave Henderson repart au Canada ; il est remplacé par George Tower comme entraîneur. Grâce à ce dernier (et au retour de Henderson), les Amiénois montent à la 9e place en 1985.
La saison 1985/86, avec Gaëtan Clavet aux commandes et Éric Mindjimba et Michel Galarneau comme recrues se conclut par une 3e place nationale.
Les deux saisons suivantes se concluent par une 4e puis une 7e place.
Lors de la saison 1988-1989, avec le retour de George Tower, les joueurs Michel Galarneau, Louis Côté et Stéphane Lessard, et les soviétiques Vladimir Zoubkov et Vladimir Loubkine, Amiens élimine Rouen en demi-finale et devient vice-champion de France, en s'inclinant face aux Français Volants.
En 1989-1990, le club engage Pierre Pousse, voit revenir Antoine Richer et partir Stéphane Lessard, et finit 3e du championnat.

### Nouvelle structure (1990-1996)
Jusqu’en 1990, les Écureuils de Picardie évoluent au sein de l’Amiens Sporting Club. Mais le club est endetté. Fin novembre, l’ASC (club omnisports) est mis en liquidation judiciaire.
La section hockey sur glace redémarre dans une structure indépendante : le Hockey Club Amiens Somme avec comme surnom les Gothiques d’Amiens. L’équipe a commencé le championnat sous le nom de l’ASC, et est autorisée à continuer sous le nouveau nom du club.
Le canadien Dave Henderson, après seize années, arrête sa carrière de joueur et devient l’entraîneur des Amiénois. Ils comptent Dave Reierson, Garry Yaremchuk et Roger Dubé dans leurs rangs. Antoine Richer, également capitaine de l’équipe de France, emmène les bleus jusqu’en quart de finale des Jeux olympiques d’Albertville.

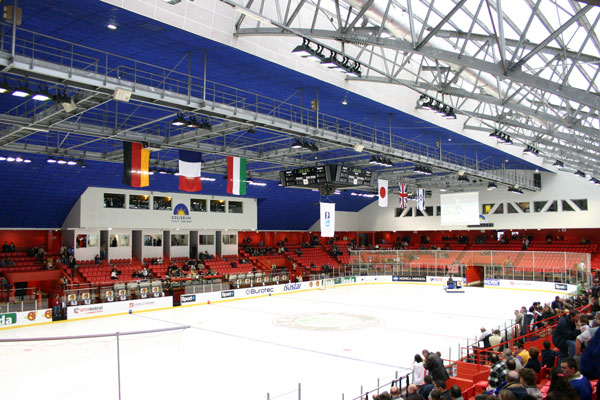
Le Coliseum.

En 1992-1993, Amiens remonte à la 3e place nationale, et se fait éliminer par Rouen. À l’automne 1993, débutent les travaux d’une nouvelle patinoire.
La saison Élite 1994-1995 voit l’arrivée du gardien français des Freeze de Dallas (CHL) Antoine Mindjimba ; il remporte le trophée Jean-Ferrand du meilleur gardien de but de la ligue.
La saison 1995-1996 débute avec Vladimir Zoubkov au poste d’entraîneur-joueur, Pavel Kadykov, Serge Djelloul, Stéphane Barin et Michel Breistroff comme recrue puis Ievgueni Davydov comme «joker». La patinoire du Coliséum de 3000 places assises est inaugurée en 1996.

### Montée en puissance et titres (1996-2005)
En 1995-1996, Amiens est à nouveau battu en demi-finale par Brest ; l’entraîneur Zoubkov, en mésentente avec les joueurs, est licencié. Le club rappelle Dave Henderson comme entraineur pour la saison suivante. Amiens termine finaliste deux années consécutives, arrêtée en finale par Les Albatros de Brest en 1997 puis par les Brûleurs de loups de Grenoble en 1998.
Après trois finales perdues, dont deux les années précédentes, les Gothiques remportent leur premier titre de champion de France en 1999, face aux Flammes bleues de Reims. Roger Dubé, Arto Vuoti et Maurice Rozenthal sont les trois meilleurs buteurs amiénois des play-offs.
En 2000-2001, Antoine Richer devient entraîneur des Gothiques et bâtit une équipe autour des frères Maurice Rozenthal et François Rozenthal. Ils finissent  à la 3e place. La saison s’achève lors des quarts de finale face à Grenoble.
Avec le gardien Antoine Mindjimba et les étrangers Fredrik Bergqvist, Arto Kulmala et Christian Lechtaler, la saison suivante commence bien, puis, l’équipe subit une baisse de régime et finit au pied du podium.
En 2002-2003, Kulmala et Bergqvist sont les seuls étrangers de l’équipe. Cette équipe de France « bis » arrive en finale du Super 16, et Amiens redevient finaliste du championnat de France. Côté joueurs, Laurent Gras remporte le trophée Albert-Hassler et Kevin Hecquefeuille celui du meilleur espoir.
En 2004, Amiens remporte un second titre : les artisans de la victoire sont Jonathan Zwikel, François Rozenthal, Denis Perez, et un seul étranger : Tommi Hämäläinen. Cette victoire est également celle d’Antoine Richer, qui a appliqué  jusqu’au bout ses principes de formation et d’intégration des jeunes, et remporte le titre de meilleur entraineur.

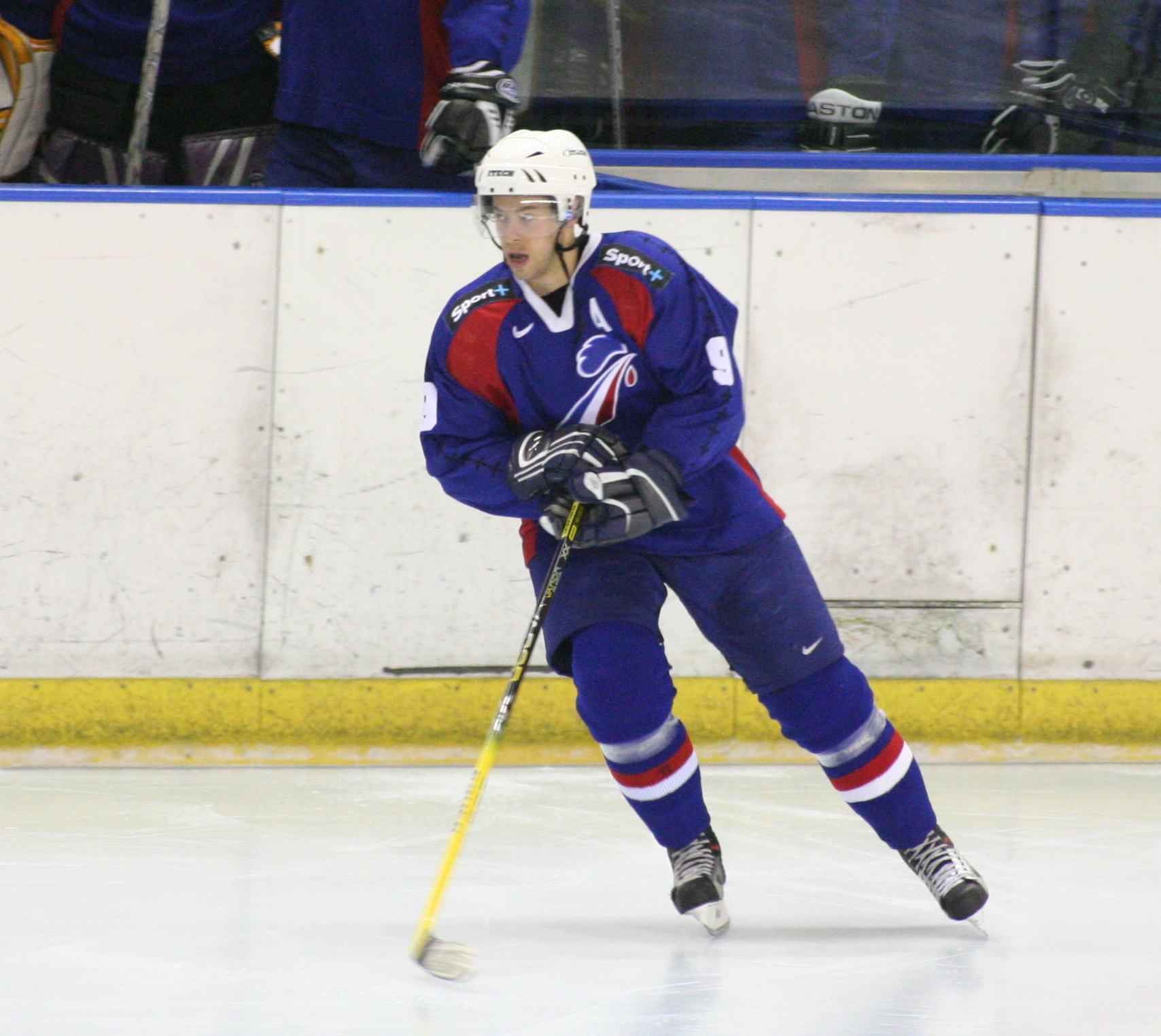
Maurice Rozenthal
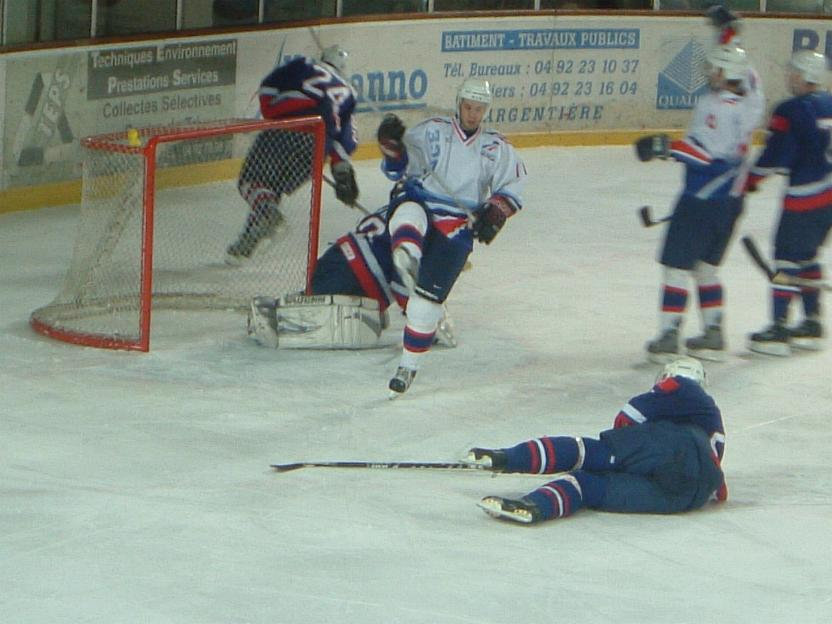
François Rozenthal
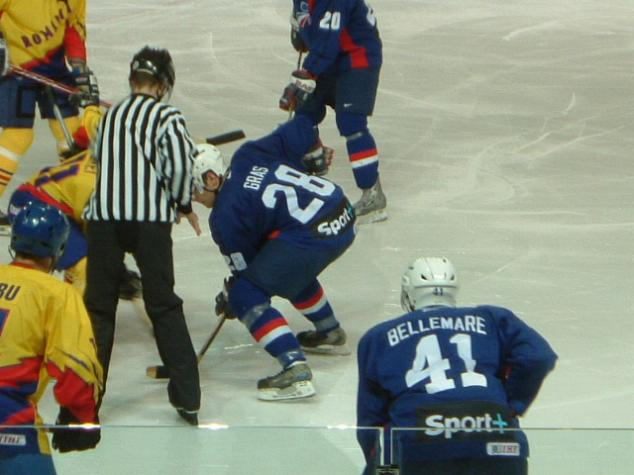
Laurent Gras

### Période d'insuccès (2005-2014)

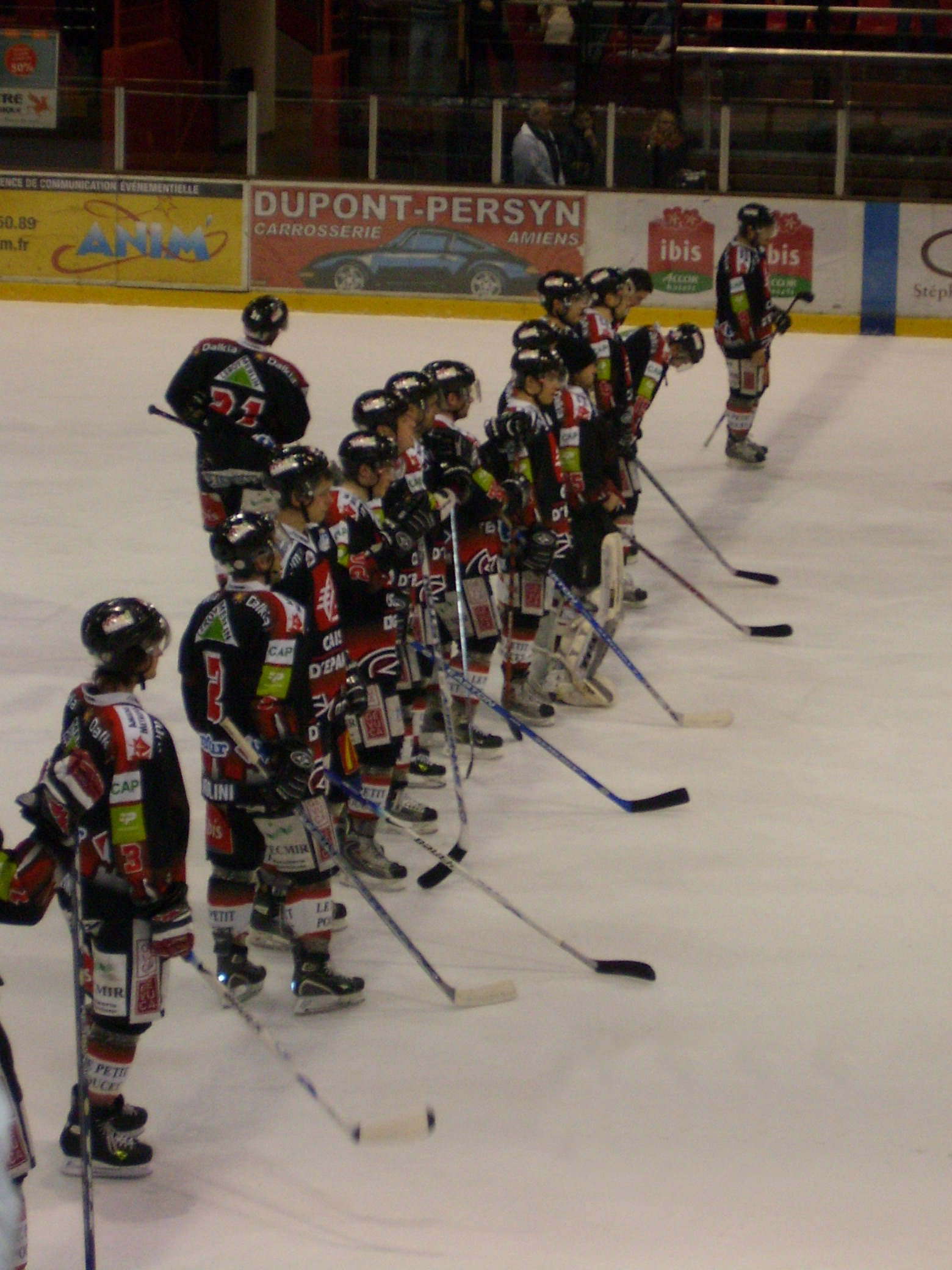
Équipe 2007-2008, lors du 3e match du premier tour des play-offs, le 5 mars 2008 à Amiens.

Lors de la saison suivante, les Gothiques finissent 8e de la nouvelle Ligue Magnus. Richer, contesté par les supporteurs amiénois, est remplacé par Denis Pérez comme entraineur pour 2005-2006. Amiens retrouve son rang avec une 3e place en saison régulière et une place en finale, perdue face à Rouen.
La saison 2006-2007, le club subit une amende et 6 points de pénalités en début de saison, pour dépassement de la masse salariale. Le président Christophe Laboureau démissionne, remplacé par Patrick Letellier, son prédécesseur. Les résultats sportifs stagnent, Amiens reste en milieu de tableau.
La saison suivante, les Gothiques finissent 9e, au plus bas depuis 1985. Des querelles opposent les dirigeants, l’entraineur Pérez et le directeur sportif Richer.
En 2008-2009, Laurent Gras quitte le club, après Antoine Mindjimba en 2006 et François Rozenthal en 2007. Antoine Richer redevient entraineur, après que d'autres noms soient évoqués. Il donne sa confiance à Henri-Corentin Buysse pour être le gardien no 1.
Le HCAS, habillé en rose, revient à une 5e place nationale, avec un goût du spectacle retrouvé. Les play-offs de la saison 2010-2011 voient les Gothiques affronter les Dragons de Rouen en demi-finale, après avoir éliminé les Diables rouges de Briançon en quart de finale. Après un match mémorable, les Gothiques sont battus à domicile 8-9 aux tirs au but (8-8 au terme du temps réglementaire).
Un recrutement plutôt  jeune marque le début de la saison 2011-2012. Celle-ci démarre par 5 défaites en 8 rencontres. Antoine Richer est licencié de son poste d'entraîneur-chef mi-novembre. Heikki Leime, ancien entraîneur des Ducs d'Angers et de l'équipe de France, le remplace. La situation s'améliore peu, malgré la présence de l'équipe en demi-finales dans les deux coupes. Les Gothiques finissent la saison régulière à la 8e place. En séries éliminatoires, les amiénois éliminent l’Étoile noire de Strasbourg, et chutent face à l'éternel rival rouennais, 3 matches à 2.
La saison 2012-2013 doit relancer l'équipe, avec le début d'un projet en 3 ans pour donner un titre au club. Les Gothiques finissent à la 6e place, et échouent en quart de finale des deux coupes, avec un effectif extrêmement rajeuni. En play-off, les hommes du duo finlandais Leime-Immonen ne passent pas le premier tour, chutent face à Strasbourg en 5 matches, avec une dernière rencontre au Coliseum.
La saison suivante est la pire du club depuis la création de la Ligue Magnus en 2004-2005. Elle coïncide avec une première élimination en phase de poules de la Coupe de la Ligue (par Épinal et Strasbourg). Les Gothiques s'arrêtent en 1/4 de finale de la Coupe de France. En championnat, les Gothiques finissent la saison régulière à la 6e place, et sont battus, dès le premier tour, par les Pingouins de Morzine-Avoriaz-Les Gets 3 matches à 2, avec le match décisif à domicile.
À la suite de ces échecs, le duo finlandais n'est pas reconduit.

### Victoires en Coupe, stabilité en Ligue Magnus (depuis 2014)
À l'été 2014, un nouveau duo d'entraîneurs est annoncé. Barry Smith, ancien assistant-entraîneur des Canucks de Vancouver en Ligue nationale de hockey, est nommé entraîneur-chef et Olivier Duclos, ancien entraîneur des équipes de jeunes du club, est nommé entraîneur-adjoint.
Le club arrive en finale de la coupe de France pour la première fois de son histoire, et échoue face à Rouen, dans un match exceptionnellement délocalisé à Marseille, au grand dam des supporters amiénois. Avec 32 points, soit 3 de plus que la saison précédente, les hommes de Barry Smith terminent à la 7e place de Ligue Magnus. Ils éliminent le HC Morzine-Avoriaz-Les Gets en 1/8 de finale par 3 matches à 0, et reviennent en 1/4 de finale pour la première fois depuis 2011-2012. Ils sont éliminés par les Rapaces de Gap, futur gagnants de l'épreuve, 3 manches à 2.
La saison 2015-2016, les Gothiques frôlent la 9e place, synonyme de poule de maintien. Ils terminent sur une 7e place et sont éliminés en série face au Gamyo Épinal. En coupe, ils s'arrêtent en quarts de finale, sur une défaite 4-1 face aux Ducs de Dijon. Le tandem Smith-Duclos n'est pas reconduit, Smith ayant été remercié fin janvier.
En 2016, le règlement de la Ligue Magnus impose aux clubs évoluant en première division de se constituer en  société sportive. Le Hockey Club Amiens Somme, l'association qui gère l'équipe première, doit céder sa gestion à hauteur de 95% au Club des Bâtisseurs, un groupement d'investisseurs de la région porté par Paul Lhotellier,. Un nouvel entraineur, Mario Richer, est à la tête des Gothiques pour la saison 2016-2017 et de nombreux départs ont lieu. Les résultats sont identiques : 7e en saison régulière, éliminés en quarts de finale par Grenoble, puis élimination en quarts de finale de coupe, 1 à 0, face à Rouen.
2017-2018 voit une 4e place en saison régulière, et une élimination en demi-finale des playoffs face à Rouen, et une autre en seizièmes de finale de coupe, également contre le rival rouennais.
La saison 2018-2019 voit revenir le succès vers les Gothiques d'Amiens. Ils remportent la coupe de France 3 buts à 2, en prolongation face aux Lions de Lyon. C'est le premier titre du club dans cette compétition. Ils terminent la saison à la 3e place, et s'inclinent, une nouvelle fois, en demi-finale de playoffs face aux Brûleurs de Loups.

Nouveau logo.

Au début de cette saison 2019-2020, l'équipe inaugure son nouveau logo, sans faire l'unanimité,. Marquée par la pandémie de COVID-19, la saison est arrêtée avant la fin des playoffs. Cependant, le club avait déjà été éliminé par Mulhouse. Le club remporte pour la deuxième fois consécutive la coupe de France, face à Rouen, 3 buts à 2 après les tirs de barrage. Dans la Continental Cup, ils finiront 3e du groupe, au troisième tour.
Mario Richer quitte les Gothiques et est remplacé par Anthony Mortas. Cette saison 2020-2021 est également impactée par la pandémie de COVID-19 ; le format du championnat sera modifié plusieurs fois : le vainqueur sera décidé à l'issue de la saison régulière en n'effectuant qu'un match aller-retour contre chaque équipe ; Amiens termine à la 6e place. La coupe de France est annulée.
Dans la saison 2021-2022, Amiens se classe 5e en saison régulière et est éliminée en quarts de finale face aux Jokers de Cergy. En coupe de France, les Gothiques s'arrêtent en huitièmes de finale face à Angers. L'équipe II est promue en Division 2. Les Gothiques participent à la Coupe Continentale, grâce à leur victoire en Coupe de France de 2020. Ils finiront 2e du groupe, au deuxième tour.
Lors de la saison 2022-2023, les Gothiques  terminent sur une 7e place en saison régulière, après avoir été dans la zone de relégation pendant une partie de la saison. Ils seront éliminés en quarts de finale face aux Dragons de Rouen. Ils sont éliminés également en quarts de finale de coupe de France face à Gap. L'entraineur Anthony Mortas, après des saisons décevantes, est remplacé par Mario Richer, son prédécesseur.

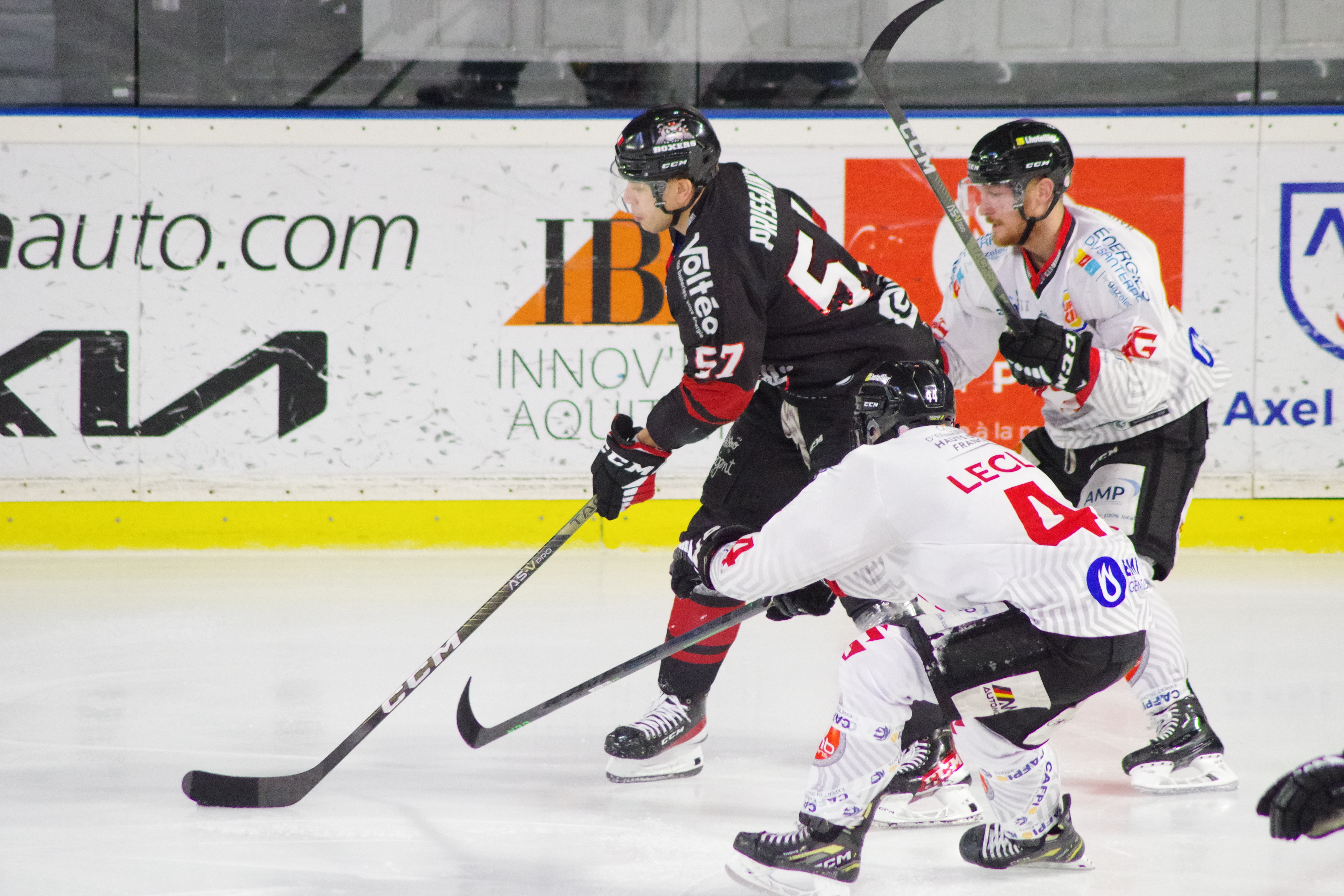
Les Gothiques face à Bordeaux lors de la saison 2023-2024.

La saison 2023-2024 se conclut par une 6e place de saison régulière. Les Gothiques sont éliminés, 4 matchs à 0, par Grenoble en huitième de finale de play-offs. En coupe de France, ils sont éliminés en demi-finale par Grenoble également, sur le score de 5 buts à 1.
Les classements du club sont stables depuis la saison 2021-2022 ; l'affluence augmente nettement au Coliseum : il est rempli en moyenne à 90% lors de la saison 2023-2024, il bat des records lors de la saison 2024-2025. 
L'entraineur, Mario Richer, se distinguera, après le match contre Bordeaux le 29 octobre 2024 par son franc-parler en conférence de presse,:

« Il y en a d'autres qui se sont déguisés en bébés. Ils avaient des couches, ils se sont chié dans leur culotte. [...] Les deux jours de congés ils vont l'avoir dans le cul, tabernacle ! »

En coupe de France, l'équipe est éliminé en quarts de finale de coupe de France face à Grenoble. Lors des séries éliminatoires, les Gothiques éliminent en quarts de finale les Dragons de Rouen, champions de France en titre après avoir été mené 3 à 1 dans la série : ils n'avaient pas éliminé cette équipe en playoffs depuis 36 ans. Ils seront battus 4-1 par Grenoble en demi-finale : ils n'avaient pas atteint ce stade de la compétition depuis 6 ans.
À l'intersaison, à la surprise générale, l'entraineur Mario Richer annonce son départ du club pour le Traktor Tcherliabinsk et ce, alors qu'il avait prolongé son contrat jusqu'en 2027,. Il aura participé aux deux coupes de France gagnées de 2020 et 2021. Il est remplacé par Kevin Bergin, ancien joueur du club entre 2010 et 2013.

## Identité et image

### Couleurs
À ses débuts, le club amiénois arbore les couleurs bleu et rouge, couleurs du blason amiénois. C'est à partir de la saison 1990-1991, avec le nouveau nom de l'équipe : les Gothiques d'Amiens, que le club arbore les couleurs noir, rouge et blanc.

### Noms et surnoms, logos
L'équipe appartenant à l'Amiens Sporting Club, club omnisports à cette période, elle reprend le logo de celui-ci, rouge et bleu. En 1985, la section hockey adopte un surnom : les Renards de Picardie. Le logo fait alors apparaître un renard, avec un schéma de la région Picardie et la couleur blanche apparait. Deux ans plus tard en 1987, en relation avec leur sponsor, la Caisse d'Épargne, l'équipe change de surnom : les Écureuils de Picardie. La couleur blanche prend une grande place sur le logo au profit du bleu, et un écureuil apparait.
En 1990, le nouveau club change de nom : les Gothiques d'Amiens, en référence à la cathédrale d'Amiens. Les couleurs rouges et blanches sont toujours présentes, le bleu disparait pour laisser la place au noir. Le premier logo représente un hockeyeur, avec le surnom et le nom de l'équipe. S'ensuit un autre logo, plus simple, formé d'une crosse, du surnom, et de la lettre G, qui sera reprise par tout les logos ensuite.
Le troisième logo est le plus simple de tous : formé d'un G, avec le surnom de l'équipe en dessous, il est en majorité de couleur noire, avec un peu de blanc et de rouge, les autres couleurs du club.
En 2009, une gargouille fait son apparition sur le logo : elle surgit du G et y tient un casque de hockey.

En 2019, le club décide de changer son logo : il arbore un G rouge, formé d'une aile de gargouille. Il est apprécié par la majorité des supporters, même si certains regrettent le manque d'identification au club ou la ville.

Saisons 1967 - 1984
Saisons 1985 - 1987
Saisons 1987 - 1990
Saisons des années 1990
Saisons des années 1990
Saisons des années 2000
Saisons 2009 - 2019
Saisons 2019 - …

Historique des noms du club et des surnoms de l'équipe.

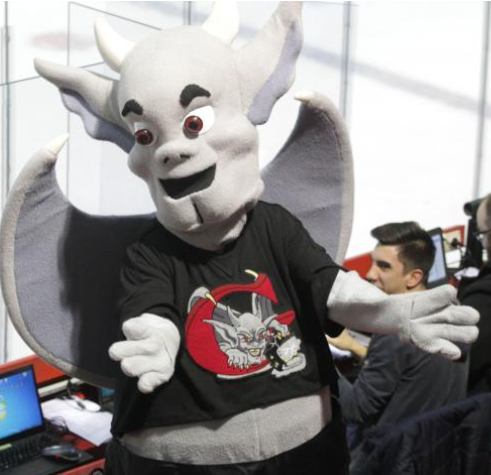
L'ancienne mascotte des Gothiques d'Amiens, Gothika.

| Amiens Sporting Club (1967-1990)                                         | Amiens Sporting Club (1967-1990)                                         | Amiens Sporting Club (1967-1990)                                         | Amiens Sporting Club (1967-1990)                                         | Amiens Sporting Club (1967-1990)                                         | Amiens Sporting Club (1967-1990)                                         |  |  | Amiens SC (1967-1985)             | Amiens SC (1967-1985)            | Amiens SC (1967-1985)            | Amiens SC (1967-1985)            | Amiens SC (1967-1985)            | Amiens SC (1967-1985)            |  |  |  |  |  |  |  |  |  |  |
| Amiens Sporting Club (1967-1990)                                         | Amiens Sporting Club (1967-1990)                                         | Amiens Sporting Club (1967-1990)                                         | Amiens Sporting Club (1967-1990)                                         | Amiens Sporting Club (1967-1990)                                         | Amiens Sporting Club (1967-1990)                                         |  |  | Amiens SC (1967-1985)             | Amiens SC (1967-1985)            | Amiens SC (1967-1985)            | Amiens SC (1967-1985)            | Amiens SC (1967-1985)            | Amiens SC (1967-1985)            |  |  |  |  |  |  |  |  |  |  |
|                                                                          |                                                                          |                                                                          |                                                                          |                                                                          |                                                                          |  |  | Renards de Picardie (1985-1987)   |                                  |                                  |                                  |                                  |                                  |  |  |  |  |  |  |  |  |  |  |
|                                                                          |                                                                          |                                                                          |                                                                          |                                                                          |                                                                          |  |  |                                   |                                  |                                  |                                  |                                  |                                  |  |  |  |  |  |  |  |  |  |  |
|                                                                          |                                                                          |                                                                          |                                                                          |                                                                          |                                                                          |  |  | Écureuils de Picardie (1987-1990) |                                  |                                  |                                  |                                  |                                  |  |  |  |  |  |  |  |  |  |  |
|                                                                          |                                                                          |                                                                          |                                                                          |                                                                          |                                                                          |  |  |                                   |                                  |                                  |                                  |                                  |                                  |  |  |  |  |  |  |  |  |  |  |
| Hockey Club Amiens Somme (depuis 1990) Amiens Hockey Élite (depuis 2016) | Hockey Club Amiens Somme (depuis 1990) Amiens Hockey Élite (depuis 2016) | Hockey Club Amiens Somme (depuis 1990) Amiens Hockey Élite (depuis 2016) | Hockey Club Amiens Somme (depuis 1990) Amiens Hockey Élite (depuis 2016) | Hockey Club Amiens Somme (depuis 1990) Amiens Hockey Élite (depuis 2016) | Hockey Club Amiens Somme (depuis 1990) Amiens Hockey Élite (depuis 2016) |  |  | Gothiques d'Amiens (depuis 1990)  | Gothiques d'Amiens (depuis 1990) | Gothiques d'Amiens (depuis 1990) | Gothiques d'Amiens (depuis 1990) | Gothiques d'Amiens (depuis 1990) | Gothiques d'Amiens (depuis 1990) |  |  |  |  |  |  |  |  |  |  |

### Mascotte
Les mascottes sont une idée des championnats nord-américains, et Amiens la reprend. En 2009, le club décide de créer une mascotte, et laisse le choix du nom à ses supporters : elle s'appellera Gothika.
Elle est remplacée par Gary en 2023, après 14 ans d'existence. 

## Patinoires

### Palais des sports Pierre de Coubertin
Amiens se dote de sa première patinoire lors de la construction du Palais des sports Pierre de Coubertin, ouvert en décembre 1967. Conçue essentiellement pour la pratique du patinage, la capacité d'accueil n'était que de 800 places assises. L'affluence a, cependant, parfois dépassé les 1000 voir 2000 personnes lors de la finale de Nationale B en 1982.
Cette patinoire existe toujours, elle est devenue la "petite glace" du Coliséum.

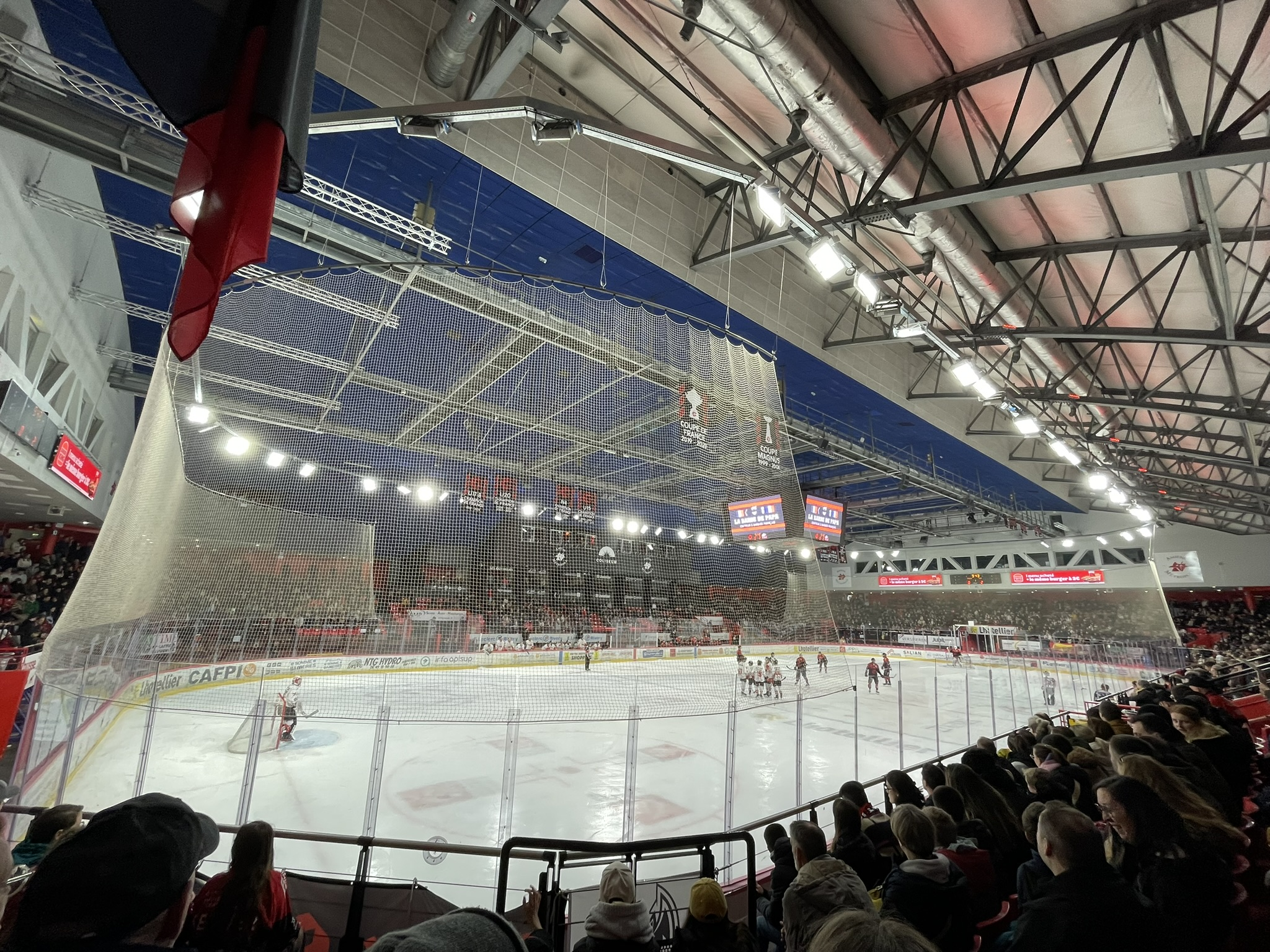
Grande glace du Coliséum, lors du match Amiens-Nice le 14 février 2025.

### Coliseum
Le 9 janvier 1996, le Coliseum, inauguré 4 jours avant, accueille le premier match de l'équipe. Cette "grande glace" possède une capacité de 2882 places assisses, et la capacité peut augmenter à 3400 personnes en ajoutant les places debout. À son ouverture, les Gothiques possèdent la plus grande patinoire de France.
La patinoire est rénovée en 2016,, la glace à l'été 2025.
L'affluence est très importante : elle y est en augmentation depuis 2020. Sur la saison 2024-2025, l'affluence moyenne était de 3081 spectateurs.

## Résultats sportifs

### Palmarès
Palmarès des Gothiques d'Amiens en compétitions officielles :

#### Équipes élite
Coupe Magnus
- Championnat de France : 1999, 2004

Le détail des titres gagnés est présenté dans le tableau ci-dessous :
| Saison    | Finaliste                     | Résultat                                                        | Commentaire                        |
| --------- | ----------------------------- | --------------------------------------------------------------- | ---------------------------------- |
| 1998-1999 | Flammes bleues de Reims       | Victoire à Reims 2-4 Victoire à Reims 1-3 Victoire à Amiens 3-0 | Finale au meilleur des cinq matchs |
| 2003-2004 | Brûleurs de Loups de Grenoble | Victoire à Amiens 2-1 Victoire à Grenoble 3-5                   | Finale en match aller-retour       |

Autres coupes
- Coupe de France : 2019, 2020

#### Équipes de jeunes
- Espoirs (U22 Élite) :
  - 1980, 2000, 2002, 2007, 2014
- Cadets (U18) :
  - 1974, 1998, 2001, 2006, 2007, 2008, 2012, 2013, 2025
- Excellence (U17) :
  - 2023
- Minimes (U15) :
  - 1976, 2003, 2009, 2010, 2011, 2012
- Benjamins (U13) :
  - 1974, 1993, 1995, 1996, 1997, 1998, 1999, 2002, 2003, 2019
- Poussins (U11) :
  - 1972, 1973, 1993, 1994, 1995, 1997, 1998, 1999, 2000, entre 2002 et 2013

### Bilan sportif
| Saison    | Championnat     | Clas. | Séries éliminatoires        | Coupe de France                 | Coupe de la Ligue                  | Coupe d'Europe | Coupe des As |
| --------- | --------------- | ----- | --------------------------- | ------------------------------- | ---------------------------------- | -------------- | ------------ |
| 1969-1970 | 2e série        | 7     | non qualifié                | ?                               |                                    | -              |              |
| 1970-1971 | 2e série        | ?     | Quarts de finale            | ?                               | -                                  |                |              |
| 1971-1972 | 2e série        | 3     | non qualifié                | Premier tour                    | -                                  |                |              |
| 1972-1973 | 2e série        | 1     | Barrages                    | ?                               | -                                  |                |              |
| 1973-1974 | 2e série        | 3     | non qualifié                | ?                               | -                                  |                |              |
| 1974-1975 | 2e série        | ?     | 2e (Poule finale)           | ?                               | -                                  |                |              |
| 1975-1976 | Nationale B     | 5     | non qualifié                | 8e de finale                    | -                                  |                |              |
| 1976-1977 | Nationale B     | 7     | non qualifié                | 8e de finale                    | -                                  |                |              |
| 1977-1978 | Nationale B     | 7     | non qualifié                | 8e de finale                    | -                                  |                |              |
| 1978-1979 | Nationale B     | 3     | non qualifié                |                                 | -                                  |                |              |
| 1979-1980 | Nationale B     | 1     | 3e (poule finale)           | -                               |                                    |                |              |
| 1980-1981 | Nationale B     | 2     | non qualifié                | Demi-finale                     | -                                  |                |              |
| 1981-1982 | Nationale B     | 1     | 1er (promotion/relégation)  |                                 | -                                  |                |              |
| 1982-1983 | Nationale A     | 12    | 3e (promotion/relégation)   | -                               |                                    |                |              |
| 1983-1984 | Nationale A     | 11    | 3e (promotion/relégation)   | -                               |                                    |                |              |
| 1984-1985 | Nationale A     | 9     | non qualifié (poule finale) | -                               | Phase de poules                    |                |              |
| 1985-1986 | Nationale 1A    | 6     | 3e (poule finale)           | -                               | Phase de poules                    |                |              |
| 1986-1987 | Nationale 1A    | 4     | pas de play-offs (4e)       | Quarts de finale                | -                                  |                |              |
| 1987-1988 | Nationale 1A    | 8     | non qualifié                |                                 | -                                  |                |              |
| 1988-1989 | Nationale 1A    | 4     | Finaliste                   | -                               |                                    |                |              |
| 1989-1990 | Nationale 1A    | 4     | Demi-finale (3e)            | -                               |                                    |                |              |
| 1990-1991 | Ligue Nationale | 6     | Quarts de finale            | -                               |                                    |                |              |
| 1991-1992 | Ligue Nationale | 4     | pas de play-offs (4e)       | -                               | 3e                                 |                |              |
| 1992-1993 | Nationale 1     | 4     | Demi-finale (3e)            | -                               |                                    |                |              |
| 1993-1994 | Nationale 1     | 3     | Demi-finale (3e)            | Quarts de finale                | -                                  |                |              |
| 1994-1995 | Élite           | 6     | Quarts de finale (6e)       |                                 | Ligue Atlantique, 6e (sur 7)       |                |              |
| 1995-1996 | Élite           | 3     | Demi-finale (4e)            | Ligue Atlantique, 5e (sur 6)    |                                    |                |              |
| 1996-1997 | Nationale 1     | 2     | Finaliste                   | -                               |                                    |                |              |
| 1997-1998 | Élite           | 2     | Finaliste                   | EHL, premier tour               |                                    |                |              |
| 1998-1999 | Élite           | 2     | Champion                    | Coupe Continentale, second tour |                                    |                |              |
| 1999-2000 | Élite           | 4     | Demi-finale                 | Quarts de finale                | EHL, premier tour                  |                |              |
| 2000-2001 | Élite           | 3     | Quarts de finale            |                                 | -                                  |                |              |
| 2001-2002 | Élite           | 4     | Pas de play-offs            | 8e de finale                    | -                                  |                |              |
| 2002-2003 | Super 16        | 3     | Finaliste                   | Demi-finale                     | -                                  |                |              |
| 2003-2004 | Super 16        | 2     | Champion                    | Quarts de finale                | Coupe Continentale, second tour    |                |              |
| 2004-2005 | Ligue Magnus    | 8     | Quarts de finale            | Demi-finale                     | Coupe Continentale, second tour    |                |              |
| 2005-2006 | Ligue Magnus    | 3     | Finaliste                   | Quarts de finale                | -                                  |                |              |
| 2006-2007 | Ligue Magnus    | 6     | Quarts de finale            | Quarts de finale                | Quarts de finale                   | -              |              |
| 2007-2008 | Ligue Magnus    | 6     | Tour préliminaire           | 8e de finale                    | Quarts de finale                   | -              |              |
| 2008-2009 | Ligue Magnus    | 5     | Quarts de finale            | 8e de finale                    | Quarts de finale                   | -              |              |
| 2009-2010 | Ligue Magnus    | 4     | Quarts de finale            | Quarts de finale                | Quarts de finale                   | -              |              |
| 2010-2011 | Ligue Magnus    | 5     | Demi-finale                 | 8e de finale                    | Quarts de finale                   | -              |              |
| 2011-2012 | Ligue Magnus    | 8     | Quarts de finale            | Demi-finale                     | Demi-finale                        | -              |              |
| 2012-2013 | Ligue Magnus    | 6     | Tour préliminaire           | Quarts de finale                | Quarts de finale                   | -              |              |
| 2013-2014 | Ligue Magnus    | 6     | Tour préliminaire           | Quarts de finale                | Phase de Poules                    | -              |              |
| 2014-2015 | Ligue Magnus    | 7     | Quarts de finale            | Finaliste                       | Phase de Poules                    | -              |              |
| 2015-2016 | Ligue Magnus    | 7     | Quarts de finale            | Quarts de finale                | Phase de Poules                    | -              |              |
| 2016-2017 | Ligue Magnus    | 7     | Quarts de finale            | Quarts de finale                |                                    | -              |              |
| 2017-2018 | Ligue Magnus    | 4     | Demi-finale                 | Seizièmes de finale             | -                                  |                |              |
| 2018-2019 | Ligue Magnus    | 3     | Demi-finale                 | Vainqueur                       | -                                  |                |              |
| 2019-2020 | Ligue Magnus    | 4     | Quarts de finale            | Vainqueur                       | Coupe Continentale, troisième tour |                |              |
| 2020-2021 | Ligue Magnus    | 4     | Pas de play-offs            | Annulé (COVID-19)               | Annulé (COVID-19)                  |                |              |
| 2021-2022 | Ligue Magnus    | 6     | Quarts de finale            | Demi-finale                     | Coupe Continentale, deuxième tour  |                |              |
| 2022-2023 | Ligue Magnus    | 7     | Quarts de finale            | Quarts de finale                | -                                  |                |              |
| 2023-2024 | Ligue Magnus    | 6     | Quarts de finale            | Demi-finale                     | -                                  |                |              |
| 2024-2025 | Ligue Magnus    | 5     | Demi-finale                 | Quarts de finale                | -                                  |                |              |

## Personnalités

### Présidents et organisation
L'Amiens hockey élite est séparé depuis 2016 en deux entités distinctes,, :
- l'Amiens Hockey Élite, SASP chargée de l'équipe professionnelle.
- le Hockey Club Amiens Somme, association s'occupant des équipes réserves et des équipes de jeunes.

L'Amiens Hockey Élite est présidé par Denis Richard de sa création en mai 2016 jusqu'en janvier 2018 où il laissera sa place à Patrick Letellier. Il présidera le club jusqu'en avril 2022, où il laissera sa place à Jean-Luc Mention.

#### Présidents des anciennes entités et de l'association
| Période   | Nom des présidents |
| --------- | ------------------ |
| 1967-1974 | Jack Renel         |
| 1974-1977 | Yves Brasseur      |
| 1977-1982 | Julien Burnay      |
| 1982-1987 | François Désérable |
| 1987-1990 | Claude Studer      |

| Période   | Nom des présidents     |
| --------- | ---------------------- |
| 1967-1974 | Yves Brasseur          |
| 1974-1975 | François-Régis Cuminal |
| 1975-1977 | Jean Moitrier          |
| 1977-1980 | Alain de Froberville   |
| 1980-1981 | Raymond Guillaume      |
| --        | Julien Burnay          |
| --        | Jacques Mandrin        |
| 1981-1984 | Christophe Zieba       |
| 1984-1988 | Jean-Marie Quintard    |
| 1988-1990 | André Candas           |
| 1990      | Jean-Marie Quintard    |

| Période                       | Nom des présidents   |
| ----------------------------- | -------------------- |
| Janvier 1991- Octobre 1997    | Jean-Marie Quintard  |
| Octobre 1997 - Octobre 1999   | François Désérable   |
| Octobre 1999 - Octobre 2000   | Hervé Petit          |
| Octobre 2000 - Juin 2005      | Patrick Letellier    |
| Juin 2005 - Septembre 2006    | Christophe Laboureau |
| Septembre 2006 - Juin 2008    | Patrick Letellier    |
| Juin 2008 - Janvier 2016      | Thomas Henno         |
| Janvier 2016 - Mars 2016      | Vincent Buriez       |
| Mai 2016 - Janvier 2018       | Patrick Letellier    |
| Janvier 2018 - Octobre 2019   | Vincent Bachet       |
| Octobre 2019 - Septembre 2021 | Stessy Collet        |
| Septembre 2021 - Juillet 2025 | Jean-Baptiste Ripoll |
| depuis Juillet 2025           | Manuel Eloy          |

### Entraîneurs
Mario Richer est l'entraineur le plus capé de l'histoire du club depuis 2025. Il dépasse le record d'Antoine Richer, entraineur de 1999 à 2005 et de 2008 à 2011, avec 320 matchs.
| Période   | Nom des entraîneurs |
| --------- | ------------------- |
| 1982-1984 | Dave Henderson      |
| 1984-1985 | George Tower        |
| 1985-1986 | Gaëtan Clavet       |
| 1986-1987 | Jean Bégin          |
| 1987-1988 | Yvon Gingras        |
| --        | Hervé Petit         |
| 1988-1989 | Marc Boileau        |
| --        | Louis Côté          |
| 1989-1990 | George Tower        |
| 1990-1991 | Vladimir Zubkov     |
| 1991-1994 | Dave Henderson      |
| 1994-1996 | Vladimir Zubkov     |
| 1996-1999 | Dave Henderson      |
| 1999-2005 | Antoine Richer      |
| 2005-2008 | Denis Perez         |
| 2008-2011 | Antoine Richer      |
| 2011-2014 | Heikki Leime        |
| 2014-2016 | Barry Smith         |
| 2016-2016 | Olivier Duclos      |
| 2016-2020 | Mario Richer        |
| 2020-2022 | Anthony Mortas      |
| 2023-2025 | Mario Richer        |
| 2025      | Kevin Bergin        |

### Joueurs

#### Effectif
| No    | Nom                 | Nat. | Position        | Arrivée                           |
| ----- | ------------------- | ---- | --------------- | --------------------------------- |
| +020, | Clément Fouquerel   |      | Gardien de but  | 2023 - Boxers de Bordeaux         |
| +001, | Taran Kozun         |      | Gardien de but  | 2024 - Coventry Blaze             |
| +004, | Justin Bergeron – A |      | Défenseur       | 2023 - Patriotes de l'UQTR        |
| +029, | Aleksandar Magovac  |      | Défenseur       | 2023 - HK Olimpija Ljubljana      |
| +043, | Mathieu Mony        |      | Défenseur       | 2023 - Aigles de Nice             |
| +009, | Kristjan Čepon      |      | Défenseur       | 2024 - Västerviks IK              |
| +026, | Guillaume Roussel   |      | Défenseur       | 2024 - Spartiates de Marseille    |
| +055, | Alix Bellanger      |      | Défenseur       | 2025 - Drakkars de Caen           |
| +044, | Conor MacEachern    |      | Défenseur       | 2025 - Diables rouges de Briançon |
| +011, | Antonin Plagnat     |      | Centre - Ailier | 2016 - Hockey Club 74 U18         |
| +072, | Jānis Švanenbergs   |      | Centre          | 2024 - HK Poprad (AquaCity Pikes) |
| +091, | Virgile Gauffriau   |      | Centre          | 2025 - Ducs d'Angers              |
| +098, | William Lemay       |      | Centre - Ailier | 2025 - Diables rouges de Briançon |
| +080, | Aleksi Hämäläinen   |      | Centre - Ailier | 2025 - Jokers de Cergy-Pontoise   |
| +073, | Ilies Djemel        |      | Ailier          | Formé au club                     |
| +012, | Rudy Matima         |      | Ailier          | 2023 - Boxers de Bordeaux         |
| +018, | Bastien Maïa – A    |      | Ailier          | 2023 - Dragons de Rouen           |
| +097, | Gauthier Gibert     |      | Ailier          | 2024 - Corsaires de Nantes        |
| +023, | Sean Richards       |      | Ailier          | 2025 - Diables rouges de Briançon |
| +074, | Matéo Bussat        |      | Ailier          | 2025 - Drakkars de Caen           |
| +039, | Jakub Izacky        |      | Ailier          | 2025 - Pionniers de Chamonix      |
| +088, | Anatole De Mali     |      | Attaquant       | 2023 - Dragons de Rouen U20       |

#### Capitaines
Voici la liste des capitaines dans l'histoire des Gothiques d'Amiens :
| Période   | Nom des joueurs                           | Nationalité   |
| --------- | ----------------------------------------- | ------------- |
| 1969-1974 | François de la Simone                     | France        |
| 1974-1975 | François-Régis Cuminal et Didier Gatineau | France        |
| 1975-1976 | Pascal Waroquet et François Désérable     | France        |
| 1976-1977 | Didier Gatineau et François Désérable     | France        |
| 1977-1982 | Dave Henderson                            | Canada France |
| 1982-1986 | Pascal Waroquet                           | France        |
| 1986-1991 | François Richer                           | France        |
| 1991-1999 | Antoine Richer                            | France        |
| 1999-2000 | Pierre Pousse                             | France        |
| 2000-2001 | Karl Dewolf                               | France        |
| 2001-2002 | Denis Perez                               | France        |
| 2002-2004 | Luc Chauvel                               | France        |
| 2004-2005 | Laurent Gras                              | France        |
| 2005-2007 | Anthony Mortas                            | France        |
| 2007-2014 | Vincent Bachet                            | France        |
| 2014-2015 | Marc Bélanger                             | Canada France |
| 2015-2017 | Joël Champagne                            | Canada        |
| 2017-2019 | Jonathan Narbonne                         | Canada        |
| 2019-2020 | Joey West                                 | Canada        |
| 2020-2021 | Jérémie Romand                            | France        |
| 2021-2022 | Romain Bault                              | France        |
| 2022-2023 | Florian Sabatier                          | France        |
| 2023-2024 | Danick Bouchard                           | Canada        |
| 2024-2025 | Zachary Lavigne                           | Canada        |

#### Meilleurs pointeurs
Cette section présente les statistiques des meilleurs pointeurs de l'histoire des Gothiques.
| No | Joueurs            | Nationalité   | Parties Jouées | Buts | Passes | Points |
| -- | ------------------ | ------------- | -------------- | ---- | ------ | ------ |
| 1  | Pierre Pousse      | France        | 331            | 194  | 437    | 631    |
| 2  | Laurent Lecomte    | France        | 306            | 136  | 216    | 352    |
| 3  | Roger Dubé         | Canada France | 174            | 225  | 125    | 350    |
| 4  | Dave Henderson     | Canada France | 299            | 157  | 187    | 344    |
| 5  | Anthony Mortas     | France        | 316            | 96   | 211    | 307    |
| 6  | Antoine Richer     | France        | 355            | 141  | 151    | 292    |
| 7  | Michel Galarneau   | Canada France | 155            | 163  | 116    | 279    |
| 8  | François Rozenthal | France        | 276            | 140  | 128    | 268    |
| 9  | Laurent Gras       | France        | 346            | 129  | 137    | 266    |
| 10 | François Richer    | France        | 303            | 91   | 160    | 251    |
| 11 | Miroslav Pazak     | Slovaquie     | 160            | 104  | 132    | 236    |
| 12 | Hervé Petit        | France        | 179            | 117  | 117    | 234    |
| 13 | Frédéric Dehaëne   | France        | 392            | 106  | 107    | 213    |
| 14 | Jean-Paul Farcy    | France        | 171            | 123  | 89     | 212    |
| 15 | Maurice Rozenthal  | France        | 156            | 96   | 98     | 194    |
| 16 | Sylvain Beauchamp  | Canada France | 108            | 126  | 67     | 193    |
| 17 | Christophe Moyon   | France        | 526            | 60   | 133    | 193    |
| 18 | Dave Reierson (en) | Canada        | 209            | 66   | 114    | 180    |
| 19 | Tommy Giroux       | Canada        | 156            | 68   | 110    | 178    |
| 20 | Jérémie Romand     | France        | 211            | 74   | 98     | 172    |
| 21 | Loïc Sadoun        | France        | 156            | 66   | 98     | 164    |
| 22 | Grégory Beron      | France        | 250            | 57   | 103    | 160    |
| 23 | Patrick Deraspe    | Canada        | 102            | 72   | 88     | 160    |
| 24 | Karl Dewolf        | France        | 333            | 53   | 106    | 159    |
| 25 | Vincent Bachet     | France        | 366            | 60   | 98     | 158    |
| 26 | Marc Leroux        | France        | 261            | 64   | 93     | 157    |
| 27 | Patrick Dunn       | Canada France | 91             | 62   | 91     | 153    |
| 28 | Vladimir Zubkov    | Russie        | 183            | 46   | 106    | 152    |
| 29 | Stéphane Berton    | France        | 439            | 69   | 81     | 150    |
| 30 | Philippe Halley    | Canada        | 152            | 64   | 83     | 147    |
| 31 | Joey West          | Canada        | 294            | 48   | 98     | 146    |

#### Numéros retirés
C'est une tradition nord américaine que de retirer le maillot des joueurs emblématiques. Les Gothiques se sont également engagés dans cette démarche, et affichent leurs numéros dans un temple de la renommée.
Le premier joueur à voir son numéro retiré est Michel Breistroff (numéro 27) en 1996 après son décès. Le club a ensuite retiré les numéros de Dave Henderson (numéro 10),  Antoine Richer (numéro 25), Christrophe Moyon (numéro 8), Antoine Mindjimba (numéro 31), Anthony Mortas (numéro 22) et le dernier en date, Romain Bault (numéro 7).
Denis Perez a aussi vu son numéro (64) retiré par les Gothiques, mais, à la suite d’un différend, son maillot n’est plus exposé dans la patinoire.

## Prix et récompenses de la Ligue Magnus

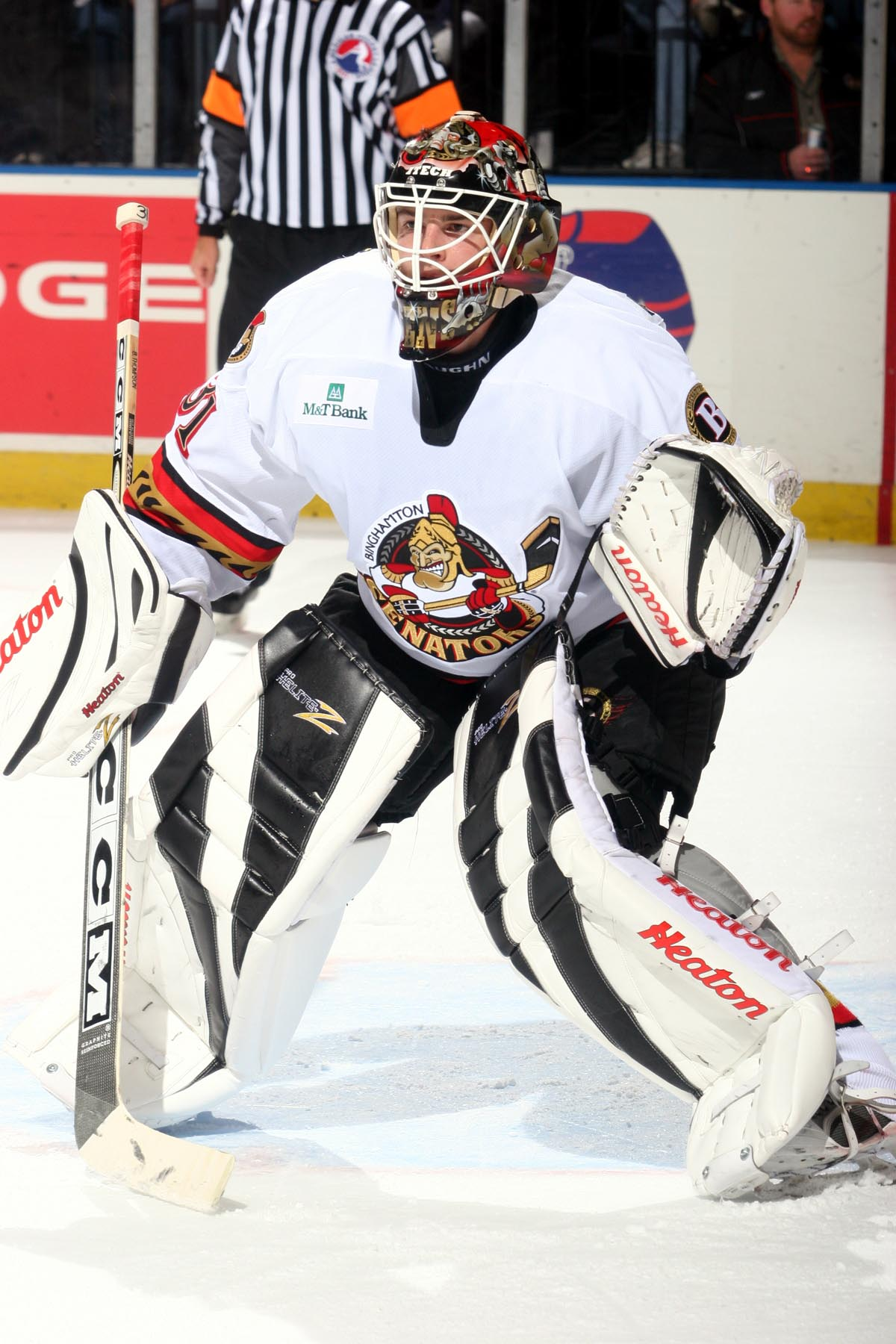
Billy Thompson
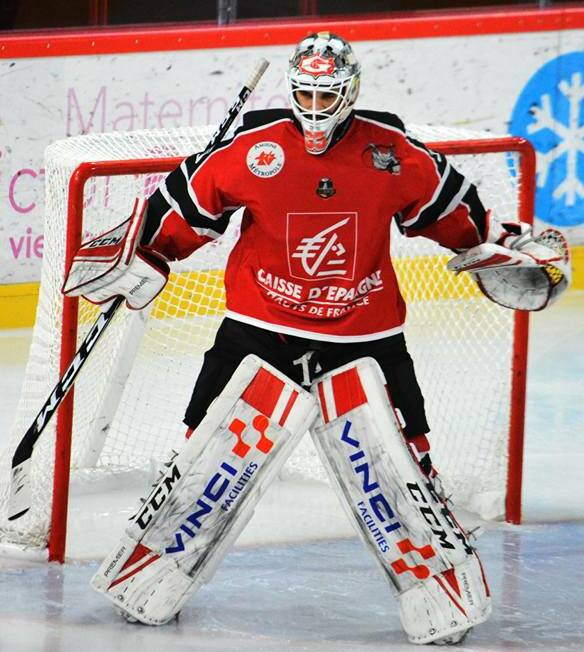
Henri-Corentin Buysse

- Trophée Charles-Ramsay (récompense le meilleur pointeur de la saison et a été décerné la première fois en 1978) :
  - Vainqueur (3)[90] : Juha Jokiharju en 2000, François Rozenthal en 2004, Danick Bouchard en 2014.
- Trophée Albert-Hassler (récompense le meilleur joueur français de la saison et a été décerné la première fois en 1978) :
  - Vainqueur (6)[91] : Pierre Pousse en 1993, Maurice Rozenthal en 1999, 2000 et 2001, Laurent Gras en 2003, Kévin Hecquefeuille en 2011.
- Trophée Jean-Ferrand (récompense le meilleur gardien de but de la saison et a été décerné la première fois en 1978) :
  - Vainqueur (5)[92] : Frédéric Mallétroit en 1985 et 1986, Antoine Mindjimba en 1995, Billy Thompson en 2011, Henri-Corentin Buysse en 2018
- Trophée Jean-Pierre-Graff (récompense le meilleur espoir de la saison et a été décerné la première fois en 1981) :
  - Vainqueur (6)[93] : François Dusseau en 1987, Laurent Gras en 1997, Kevin Hecquefeuille en 2003, Henri-Corentin Buysse en 2008, Fabien Kazarine en 2015, Rudy Matima en 2018, Tomas Simonsen en 2022
- Trophée Camil-Gélinas (récompense le meilleur entraîneur de la saison et a été décerné la première fois en 2002) :
  - Vainqueur (2)[94] : Antoine Richer en 2004, Mario Richer en 2018
- Trophée Marcel-Claret (récompense l'équipe la plus fair-play de la saison et a été décerné la première fois en 1981) :
  - Vainqueur (6)[95] : 1991, 1996, 1997, 2000, 2002, 2018, 2019, 2020
- Trophée Raymond-Dewas (récompensait le joueur le plus fair-play de la saison et a été décerné de 1985 à 1998) :
  - Vainqueur (3)[96] : Vladimir Loubkine en 1989, Patrick Foliot en 1990, Patrick Foliot en 1991.

## Culture populaire

### Supporters
L'ancienne patinoire des Gothiques était surnommée l'Enfer du Nord, en référence à l'ambiance électrique et chaude mise par les supporters amiénois, mais ce surnom subsiste aujourd'hui. 
Dans les années 1990, c'était une fanfare qui s'occupait d'ambiancer les tribunes. Par la suite, plusieurs groupes de supporters se sont créés puis dissous : les Grizzlys, les Gargoyles de 2006 à 2010, les Démons (créé d'une scission avec les Gargoyles), Amiens Fans et depuis 2017 le kop Goths Squad,.

### Rivalités
Amiens partage une rivalité avec les Brûleurs de loups de Grenoble et avec les Dragons de Rouen dans le derby des plaines.